# Royal St. David's Golf Club

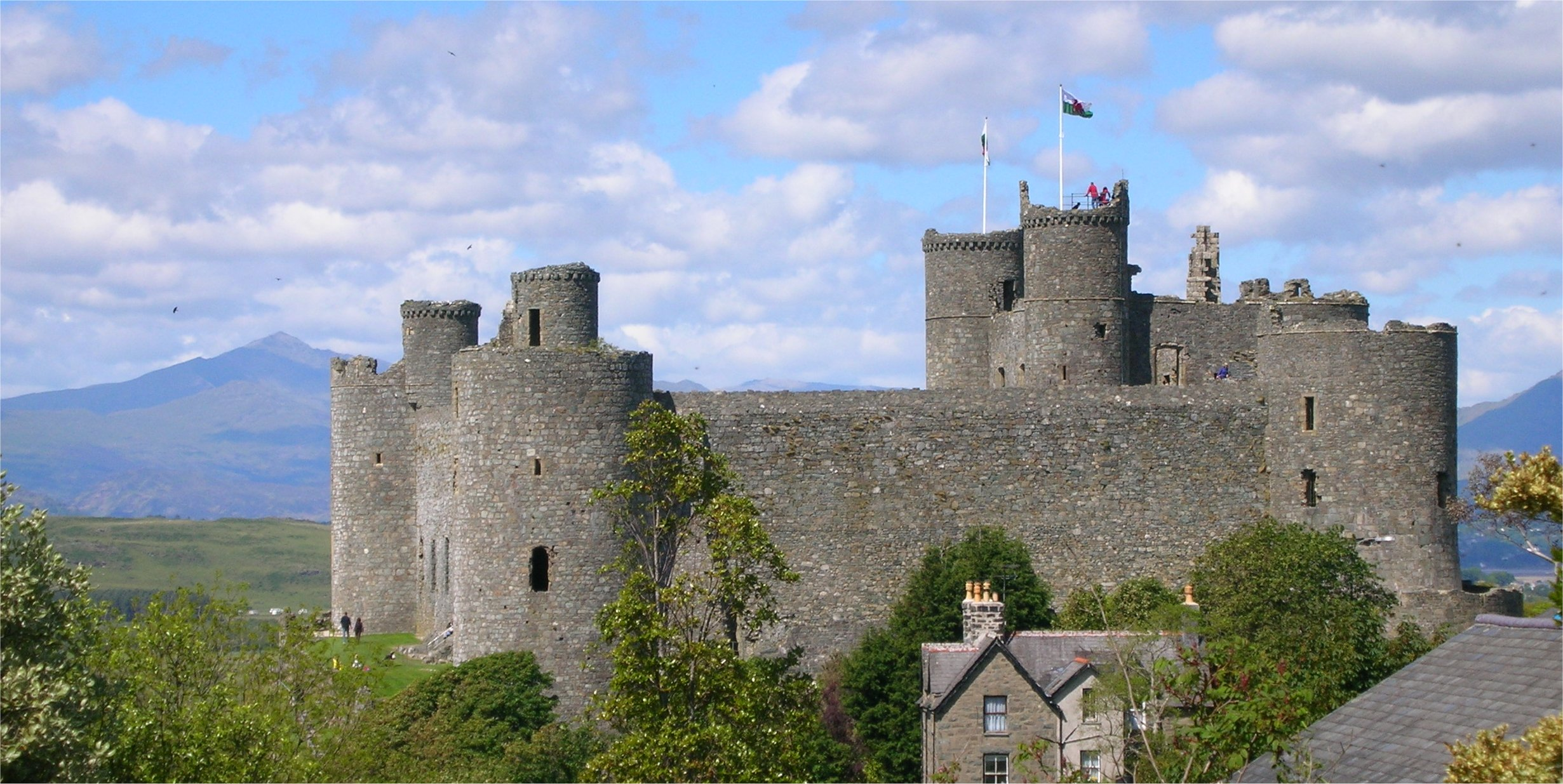
Kasteel Harlech

De Royal St. David's Golf Club is een golfclub in Harlech aan de westkust van Wales.
De club werd in 1894 opgericht door William  Henry Moore en Harold Finch-Hatton, de vierde zoon van de graaf van Wincheilsea and Nottingham. Hij had St Andrews Links in Schotland gezien en St George in Sandwich, Kent, en vond dat Wales niet moest achterblijven. Toen de baan klaar was, werd een vertegenwoordiger van  St Andrews, Royal St George's en  Royal Liverpool voor de opening uitgenodigd. 
St David's ontving in 1908 het predicaat Koninklijk van Eduard VII en Eduard VIII, toen de prins van Wales,  was in 1934 captain van de club.
De baan ligt in de duinen en heeft een par van 69. In 2008 werden de backtees verlengd. 
Vanaf de baan is kasteel Harlech te zien, dat door koning Eduard I van Engeland in de 13e eeuw werd gebouwd.

## Toernooien
St Davids is gastheer geweest van onder meer de volgende toernooien:
- Welsh Amateur Kampioenschap: matchplay in 1928, 1947, 1951, 1955, 1957, 1962, 1964, 1970, 1976, 1982, 1988, 1995, 2000 en 2012, strokeplay in 1967, 1968, 1971, 1985, 1992 en 2010
- British Youths Open: 1994 (winnaar Freddie Jacobson )
- Wales Seniors Open: 2001-2005
- Home Internationals: 2002
- WPGA Championship of Europe: 2009
- Jacques Leglise Trophy: 2013